# Apaturina aruensis
Apaturina aruensis är en fjärilsart som beskrevs av James John Joicey och Talbot 1924. Apaturina aruensis ingår i släktet Apaturina och familjen praktfjärilar. Inga underarter finns listade i Catalogue of Life.